# 小行星2820
小行星2820（2820 Iisalmi）是一颗围绕太阳公转的小行星。1942年9月8日，爾約·維薩拉在图尔库发现了此天体。
該小行星以芬蘭的城市伊薩爾米命名。
这颗小行星的绝对星等为160.02717等。